# فلورین

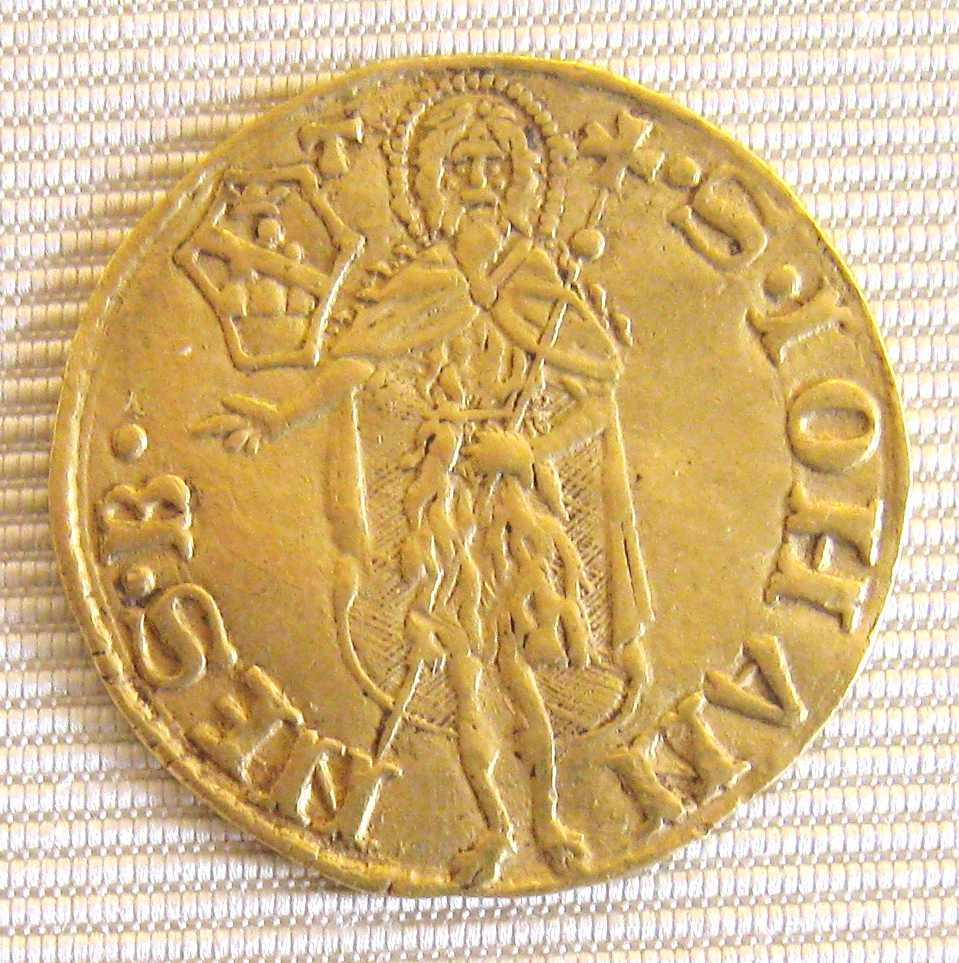
پشت یک سکه فلورین ضرب شده در ایتالیا

فلورین (ایتالیایی: Fiorino) نام یک سکه بود که از سال ۱۲۵۲ تا سال ۱۵۳۳، ابتدا در فلورانس ایتالیا و سپس در سراسر اروپا ضرب می‌شد. این سکه از ۷۲  دانه طلای ناب (حدود ۳٫۵ گرم) تشکیل می‌شد.